# Salvatore Rinella
Salvatore Marcello Rinella (prononcé : [salvaˈtoːre riˈnɛlla]) est un lutteur amateur italien né le 27 février 1975 à Palerme, qui a concouru dans la catégorie des poids moyens chez les hommes.

## Biographie
Salvatore Rinella s'est qualifié pour l'équipe italienne dans la lutte libre des moins de 74 kg aux Jeux olympiques d'été de 2004 à Athènes. Plus tôt dans le processus, Rinella a reçu un billet pour les Jeux olympiques en battant le tadjik Yusup Abdusalomov pour une troisième place au tournoi de qualification olympique à Sofia, en Bulgarie,. Il a  évincé l'Australien Ali Abdo lors de son match d'ouverture, mais a perdu contre le biélorusse Murad Haidarau par  2 – 4 à la fin de la poule préliminaire. Finissant deuxième de la poule et septième au général, la performance de Rinella est insuffisante pour le faire passer en quarts de finale,.
En 2005, Rinella a remporté la troisième médaille de bronze de sa carrière dans la même classe aux Jeux méditerranéens à Almería, en Espagne. Il a également présenté sa candidature pour les Jeux olympiques d'été de 2008 à Pékin, mais n'a pas réussi à gagner une place au tournoi de qualification olympique, mettant ainsi fin à sa carrière sportive.

## Palmarès
Salvatore Rinella a remporté trois médailles de bronze dans la division 69 et 74 kg aux Jeux méditerranéens (1997, 2001 et 2005) et a également représenté  l'Italie, aux Jeux olympiques d'été de 2004 à Athènes. Après avoir travaillé comme policier pour la Polizia di Stato, Rinella s'est entraîné à plein temps pour l'équipe de lutte du Gruppo Sportivo Fiamme Oro à Rome, sous la direction de l'entraîneur-chef Mauro Massaro,.